# Solcellepanel
 For alternative betydninger, se Solpanel.
Et fotovoltaisk-panel, solcellepanel eller en fotoelektrisk-solfanger er en indpakket og elektrisk forbundet samling af solceller. Solcellepanelet anvendes som en komponent i et større solcelleanlæg til at tilbyde elektricitet til kommercielle og private formål. 
Da et enkelt solcellepanel kun kan yde en begrænset effekt, indeholder mange installationer adskillige paneler. Et solcelleanlæg omfatter typisk en mængde solcellepaneler, en vekselretter, akkumulatorer – og ledninger til at forbinde disse komponenter.
Solcelleanlæg anvendes både til elnetstilkobling – og uden elnetstilkobling og er i mange år blevet anvendt til at energiforsyne mange rumsonder og rumfartøjer.

## Egenskaber
Ligesom selve solcellerne har solcellepanelerne nogle egenskaber:
Elektriske og optiske egenskaber
- Mærkeeffekt – Mærkeeffekten opgives i watt og det er kutyme at skrive watt peak eller Wp for at signalere at mærkeeffekten er opnået ved "1 sun" – dansk "1 sol" ved ren atmosfære uden skyer og vinkelret på solens stråler ved ækvator. 1 sol svarer til 1000 W/m^2. Under danske forhold kommer solens effekttæthed kun op på 900W/m^2.
- Effektivitet – solcellepanelets sollyseffektivitet er som regel lavere end de enkelte solceller fordi der er gået solcelle areal "tabt" til ramme og mellemrum mellem cellerne. Herudover går nogen lys tabt grundet dækglas refleksion og transmissionstab.
- Lavlys effektivitet – har betydning ved overskyet vejr.
- Mørkelækstrøm – hvis et solcellepanel har en betydende lækstrøm skal solcelleregulatoren slå panelet fra, så akkumulatoren ikke aflades.

Temperatur egenskaber
- Effektivitetsformindskelse som funktion af temperaturen. Mange solceller leverer mindre energi ved stigende temperaturer – nogle ca. -0,44%/°C. Når solcellerne er pakket ind forringes varmeledningsevnen til omgivelserne, hvilket gør det at solcellerne lettere heder op og bliver mindre effektive.
- Energimætningsniveau. Nogle solceller kan kun levere en maksimal energi ved en given temperatur over en vis belysning. F.eks. begynder nogle solceller at mætte ved ca. 800W/m² for almindelige solcelledriftstemperaturer på ca. 40-50 °C.

Fysiske egenskaber
- Holdbarhed – de bliver garanteret en holdbarhed på mellem 5 og 40 år afhængig af type og indpakning.

## Typer
Solcellepaneler inddeles i forskellige typer med hver deres fordele og ulemper.
Amorfe solceller består af glas, som bliver pådampet et ultra tyndt lag af eksempelvis silicium. Det kan også være specielle metallegeringer som CIS-cellen (Kobber Indium Selen). Fordelen kan være lidt lavere kostpris, og i gråvejr har nogle af de amorfe celler op til 5-7% bedre udnyttelse. Om sommeren er det måske op til 10%, hvis det bliver rigtig varmt, da amorfe celler ikke påvirkes af varme i samme grad som andre typer. Det betyder at årsudnyttelsen bliver lidt bedre. I Danmark er det måske omkring 6%.
Ulempen er at amorfe celler fylder væsentligt mere, i og med at 1 m2 amorf solcelle kun afgiver omkring 60W, da de kun har en effektivitet på 6%, ydermere er levetiden begrænset til 20-25 år. 
Solceller af polykrystallinsk og monokrystallinsk silicium har en udnyttelse fra 12-17%. Monokrystallinske solceller er de dyreste, hvis man kun ser på solcellepanelets pris. Da monokrystallinske solceller har omkring 15-17% udnyttelse og mellem 30-40 års levetid, ifølge fabrikanternes oplysninger. Det betyder, at man skal anvende 20m2 tagareal for et 3kw solcelleanlæg, for et anlæg med amorfe celler skal der anvendes 42m2, og for et 6kw solcelleanlæg det dobbelte.

## Antirefleks
Solcellepaneler kan få minsket glassets refleksvirkning og derigennem få øget energiudbyttet med nogle procent.
Et firma ved navn Soloptics har gået skridtet videre og har lavet en plastfilm som minsker refleksvirkningen og lader lyset tage en længere rute gennem solcellen grundet afbøjningsvirkningen af lyset. Energiudbyttet hævdes at stige med 10%.